# Agazzano
Agazzano (Gasàn in dialetto piacentino) è un comune italiano di 2 022 abitanti della provincia di Piacenza in Emilia-Romagna.
Insieme ai comuni confinanti crea un agglomerato di 19 466 abitanti.

## Geografia fisica
Il territorio agazzanese si estende per complessivi 3588 ha ad un'altitudine media di 184 m s.l.m. in una zona prevalentemente collinare dove l'alta pianura Padana lascia spazio alle prime propaggini dei rilievi dell'Appennino ligure. Il comune è posizionato tra la val Luretta, dove si trova il capoluogo, e la val Tidone ad ovest; i due torrenti segnano rispettivamente il confine del territorio agazzanese a ovest (Tidone) e a est (Luretta).

## Origini del nome
Il nome del paese potrebbe derivare da Agathianum, aggettivo latino che a sua volta deriva dal gentilizio Agathius, nome di un'antica famiglia agricola della zona. Un'altra ipotesi sull'origine del nome identifica Agazzano con il fondo Acutianus che compare nella Tabula alimentaria traianea risalente al 103 d.C., successivamente trasformatosi in Aricazano e, da qui, in Agazzano.

## Storia
Agazzano apparteneva al Pagus Lurate, citato nella Tabula alimentaria traianea del II secolo d.C.. Il ritrovamento di sepolture ed altri oggetti nella frazione di Sarturano, confermano la presenza romana, mancano però fonti documentate relative alla zona di Agazzano in epoca romana.
Nel dicembre del 218 a.C., la Battaglia della Trebbia, documentata dallo storico romano Polibio, interessò anche il territorio di Agazzano: l'esercito di Annibale, accampato nei pressi di Tavernago, riuscì a bloccare la fanteria romana nell'alveo paludoso del torrente Luretta: le truppe di Annibale riuscirono ad avere la meglio sulle ali dell'esercito romano costringendo le truppe del console Tiberio Sempronio Longo, che pure erano riuscite ad avanzare nel centro dello schieramento, ad una ritirata verso la città di Piacenza.
Nel Medioevo, con la dominazione dei franchi molte terre della zona fra le quali Aricazano, Caverzago e Momeliano vennero acquisite dal monastero di S. Brigida di Piacenza, di proprietà del monastero di Bobbio.
Nel 1164 Federico Barbarossa distrusse molti castelli della zona di Agazzano e Piozzano. Nel XIII secolo il paese subì il saccheggio da parte del vicario imperiale di Federico II di Svevia.

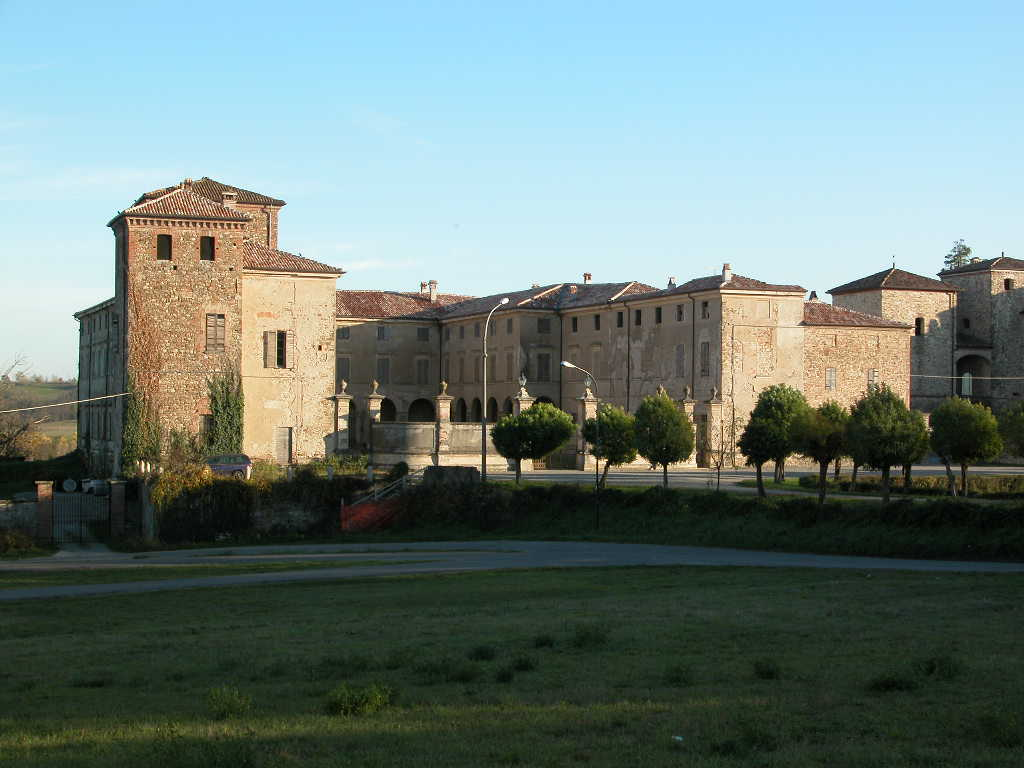
Il castello

Agazzano divenne poi la capitale del feudo degli Scotti e, verso la metà del Duecento, Alberto Scoto fece iniziare la costruzione del castello.
Il territorio nel XV secolo entrò a far parte del Ducato di Milano. Gli Scotti restarono ad Agazzano fino al 1412 quando il duca di Milano Filippo Maria Visconti li spodestò, consegnando Agazzano alla famiglia Arcelli che aveva accusato gli Scotti di ribellione. Tre anni più tardi gli Scotti riuscirono a dimostrare la loro innocenza, anche se il castello tornò in loro possesso solo nel 1431 quando fu riacquistato da Alberto Scotti.
Nel 1451 il duca di Milano Francesco Sforza creò il feudo della contea di Borgonovo con inclusi i feudi agazzanesi di Montebolzone, Rivasso, Sarturano e Tavernago, assegnandolo al figlio legittimato Sforza Secondo Sforza, che aveva sposato Antonia Dal Verme, figlia di Luigi Dal Verme, conte di Bobbio, Voghera, Castel San Giovanni e Pianello Val Tidone, già possessore di buona parte del feudo di Borgonovo e di diversi feudi della val Tidone, assicurandosi così l'appoggio al Ducato di Milano della casata dei Dal Verme.
In seguito il feudo della famiglia Scotti fu più volte confermato dai Farnese signori del Ducato di Parma e Piacenza. A metà del XVIII secolo il castello passò alla famiglia Anguissola grazie al matrimonio tra il conte Giovanni e Margherita Scotti.

### Simboli
Lo stemma del Comune di Agazzano è stato concesso con regio decreto del 19 febbraio 1934.
Lo stemma unisce i simboli delle due famiglie feudali che storicamente dominarono il territorio agazzanese: la banda e stelle in campo azzurro degli Scotti e il leone con spada degli Arcelli.
Il gonfalone è un drappo di verde.

## Monumenti e luoghi d'interesse

### Architetture militari
- Castello di Agazzano: edificato nel 1224 da Alberto Scoto e rimaneggiato nel XVI secolo presenta una pianta rettangolare. L'ingresso è costituito da due ponti uniti tra loro da un rivellino, danno accesso al mastio attraverso un cortile interno circondato da un elegante loggiato retto da colonne i capitelli delle quali sono stemmi. La facciata principale è inquadrata da due torri cilindriche, con la torre d'ingresso al centro sulla quale sono visibili gli intagli delle catene che alzavano il ponte levatoio. Il castello vero e proprio è affiancato da un palazzo residenziale realizzato durante il Settecento ed è di proprietà privata degli eredi della famiglia Anguissola-Scotti[18].
- Castello della Bastardina: eretto in epoca tardomedievale ad opera della famiglia Scotti a guardia di un incrocio tra due strade pedemontane dirette rispettivamente verso Piacenza e Pavia, in un luogo dover erano presenti altre fortificazioni sin dall'XI secolo. Presenta una struttura rettangolare con due torri di forma quadrata sul perimetro esterno, una terza torre sul lato nord, in posizione asimmetrica rispetto alle altre e una quarta torre, costruita successivamente alle altre e, poi, riadattata a campanile per il limitrofo oratorio. All'interno è presente una corte con porticato dal quale si accede, tramite una scala monumentale al primo piano[19].

- Castello della Boffalora: costruito sul versante delle prime colline sorge isolato ed imponente sulla strada che collega Agazzano a Pianello Val Tidone. Ha pianta quadrata con torri guelfe agli angoli e l'ingresso protetto da un alto mastio con ponte levatoio. Nei documenti antichi viene denominato Flatus aurae ed ebbe una storia tormentata con diversi fatti di sangue come l'uccisione di Gerardo Rustici, suo proprietario, nel 1555 e passaggi di proprietà plurimi[20].
- Castello di Castano: realizzato durante il XII secolo presenta una struttura irregolare a base rettangolare con torri rotonde poste agli angoli e edifici di diversa forma e altezza. Originariamente di proprietà della famiglia Scotti, passò più volte di mano tra il quattrocento e il cinquecento sino ad entrare nelle disponibilità della famiglia Barattieri. Restaurato, è stato adibito a location per convegni e eventi[21].
- Castello di Grintorto: Borgo fortificato posto a picco sul torrente Tidone risalente al duecento. Parte del complesso è stata ristrutturata e ospita un ristorante[22][23].
- Castello di Mirabello: castello che fece storicamente parte, insieme ai vicini manieri di Grintorto e della Bastardina, di un feudo concesso alla famiglia Trissino da Lodi. Dell'edificio originale rimangono una torre considerevolmente ribassata rispetto all'altezza originaria e alcune parti di muratura scarpata[24].
- Castello di Passano: si proprietà nel XIII secolo della famiglia Da Torrano, passò nel 1339 agli Scotti ai quali rimase fino all'estinzione del ramo famigliare, occasione in cui pervenne, attraverso un successivo matrimonio dell'ultima vedova Scotti alla famiglia Pezzancri. L'edificio si presenta con un aspetto profondamente diverso dall'originario, del quale rimangono un torrione a base quadrata in sasso e le mura scarpate e intonacate[25].
- Castello di Rivasso: costruzione fortificata a pianta rettangolare realizzata in mattoni. Il corpo principale caratterizzato da una porta di accesso sul lato occidentale e dai resti di alcune finestre a sesto acuto si collega per mezzo di un voltone ad un secondo corpo, più basso e dotato di mura scarpate. Più staccata verso oriente, si trova invece una torre ottagonale in laterizio alta una decina di metri[26].
- Castello di Sarturano: l'edificio, dalla data di costruzione incerta, presenta una struttura a forma di trapezio caratterizzato dalla presenza di torri quadrate agli angoli e era, in origine, circondato da un fossato. La parte bassa della costruzione è in ciottoli, mentre quella alta in mattoni. L'edificio è stato pesantemente rimaneggiato nel settecento trasformandolo in una villa signorile. Gli unici elementi superstiti del castello medievale si trovano sul lato nord-ovest dell'edificio dove è presente un duplice ingresso con ponte levatoio[27].
- Castello di Vezzanone: Edificio originariamente possesso della nobile casata dei Tredicini di Boffalora, presenta una struttura in pietra dotata di torri angolari di forma circolare[28].
- Torre di Buriana di Cantone: torre in sasso risalente al quattrocento, inizialmente parte di un castello controllato dalla famiglia Scotti di Mezzano, e poi inglobata in un complesso agricolo[23].
- Torre di Montebolzone: eretta in una data ignota, venne distrutta nel 1243, per mano di pavesi e tedeschi al servizio dell'imperatore Federico II di Svevia. La torre presenta una base quadrangolare e è costruita in pietra nella parte inferiore, circa due terzi dell'altezza, e in laterizio per la parte sommitale con tracce di merli e un motivo decorativo a dente di sega. Alta una ventina di metri è il dongione dell'antico castello poi andato distrutto[29].
- Torre di Verdeto: Torre risalente al periodo bassomedievale, probabilmente al XV secolo, situata nel borgo di Verdeto, già citato nell'883 negli inventari dell'abbazia di San Colombano di Bobbio, posto nelle vicinanze della pieve dedicata San Tommaso Apostolo, risalente all'XI secolo[30].

## Società

### Evoluzione demografica
Abitanti censiti

## Economia
Fino agli anni '70 del XX secolo l'attività prevalente del territorio agazzanese è stata l'agricoltura, alla quale in quel decennio e nel successivo cominciarono ad affiancarsi il settore dell'industria manifatturiera, il commercio, sia al dettaglio che all’ingrosso, oltreché un notevole incremento dei settori dei trasporti, delle comunicazioni, del credito, delle assicurazioni e dei servizi. Dopo gli anni '80, tuttavia, tutte le attività locali hanno sofferto una contrazione delle loro dimensioni, determinando un periodo di stasi per l'intera economia locale, causata anche dalla polarizzazione delle attività economiche verso insediamenti più grandi come Borgonovo Val Tidone e Castel San Giovanni.
Al censimento del 2001 l'agricoltura risultava ancora il settore con il numero più alto di attività sul territorio comunale, 159, mentre le attività industriali erano 12, tutte industrie afferenti ai settori alimentare e meccanico presenti sul territorio da tempo; l'assenza di insediamenti recenti costituiva un'ulteriore prova della debolezza dell'economia comunale.

### Agricoltura
Secondo i dati del censimento del 2001, la superficie agricola utilizzata era pari a 24,8 km², pari a circa il 70% dell'intera estensione comunale. Le colture più diffuse erano i seminativi, in buona parte foraggi e cereali, la cui estensione occupava più del 90% della SAU. La restante parte della SAU era occupata da orti privati, coltivazioni legnose, prati permanenti e pascoli. La dimensione media delle imprese operanti nel settore era piuttosto contenuta, con l'assenza di aziende di grandi dimensioni. Accanto all'attività agricola tradizionale, sta emergendo, come sostanziale unica novità nell'ambito economico comunale, anche l'avvio di attività accoglienza legate alla tradizione agricola, che essendo dedicate ad un'utenza prevalentemente esterna al territorio agazzanese, rimangono caratterizzate da una spiccata stagionalità.

### Industria
Nel 2000 erano presenti sul territorio comunale 12 industrie, attive prevalentemente nei settori alimentare e meccanico, quasi tutte di dimensioni piccole o piccolissime, tanto che nessuna di esse determina un impatto consistente a livello paesaggistico. L'unica industria di dimensioni più rilevanti era la Lpr, azienda impegnata nella produzione di pinze per freni che consta di un impianto composto da 4 capannoni nella periferia del capoluogo. Quasi tutte le attività industriali presenti nel comune si trovano, così come la Lpr, nella zona pianeggiante di Rivasso, alla periferia del capoluogo.

### Turismo
Dal punto di vista turistico, il comune dispone di una discreta presenza di strutture ricettive, per quanto caratterizzate da attività di dimensioni modeste, con 2 alberghi per un totale di 60 posti letto, un agriturismo e 6 ristoranti; nonostante ciò l'afflusso turistico comunale rimane abbastanza limitato e concentrato prevalentemente sulle seconde case, tanto da non determinare grandi variazioni per quanto riguarda l'utilizzo dei servizi comunali.

## Infrastrutture e trasporti
Dal 1908 al 1933 Agazzano fu capolinea di una tranvia a vapore per Piacenza, lungo la quale nel territorio comunale era posta unicamente la fermata a servizio del capoluogo.
Il territorio comunale è attraversato dalla strada provinciale 7 di Agazzano che collega il capoluogo con San Nicolò di Rottofreno ed è la principale strada per raggiungere il capoluogo provinciale. Da essa ad Agazzano, si diramano la strada provinciale 7 bis di Piozzano che raggiunge l'omonimo comune risalnedo la val Luretta e la strada provinciale 33 di Cantone che collega Agazzano alla strada statale 412 della Val Tidone transitando per le frazioni di Castano, Verdeto e Casaleggio.

## Amministrazione
Di seguito è presentata una tabella relativa alle amministrazioni che si sono succedute in questo comune.
| Periodo           | Periodo          | Primo cittadino      | Partito                            | Carica      | Note   |
| ----------------- | ---------------- | -------------------- | ---------------------------------- | ----------- | ------ |
| 25 settembre 1986 | 26 maggio 1990   | Sandro Botti         | Democrazia Cristiana               | Sindaco     | [ 39 ] |
| 26 maggio 1990    | 20 aprile 1991   | Sandro Botti         | Democrazia Cristiana               | Sindaco     | [ 39 ] |
| 20 aprile 1991    | 11 agosto 1993   | Paolo Guglielmetti   | Democrazia Cristiana               | Sindaco     | [ 39 ] |
| 11 agosto 1993    | 22 novembre 1993 | Anna Aurora Colosimo |                                    | Comm. pref. | [ 39 ] |
| 22 novembre 1993  | 17 novembre 1997 | Domenico Ferrari     | Partito Democratico della Sinistra | Sindaco     | [ 39 ] |
| 17 novembre 1997  | 28 maggio 2002   | Domenico Ferrari     | Lista civica                       | Sindaco     | [ 39 ] |
| 28 maggio 2002    | 29 maggio 2007   | Lucia Bongiorni      | Lista civica                       | Sindaco     | [ 39 ] |
| 29 maggio 2007    | 8 febbraio 2009  | Lucia Bongiorni      | Lista civica                       | Sindaco     | [ 39 ] |
| 8 giugno 2009     | 24 luglio 2010   | Domenico Ferrari     | Lista civica                       | Sindaco     | [ 39 ] |
| 16 maggio 2011    | 6 giugno 2016    | Lino Cignatta        | Lista civica: Vivo Agazzano        | Sindaco     | [ 39 ] |
| 6 giugno 2016     | 3 ottobre 2021   | Mattia Cigalini      | Lista civica: Tuttagazzano         | Sindaco     | [ 39 ] |
| 3 ottobre 2021    | in carica        | Maurizio Cigalini    | Lista civica: L'altra Agazzano     | Sindaco     | [ 39 ] |

### Altre informazioni amministrative
Tra il 2006, anno della costituzione dell'ente, e il 2017, anno al termine del quale è stata formalizzata l'uscita del comune dall'unione, Agazzano ha fatto parte dell'Unione Comuni Bassa Val Trebbia e Val Luretta. Nell'ultimo periodo di permanenza l'unione era composta, oltreché da Agazzano, dai comuni di Calendasco, Gazzola, Gossolengo, Rivergaro, Rottofreno e Sarmato.